# Cornish CDP (Maine)
Cornish es un lugar designado por el censo ubicado en el condado de York en el estado estadounidense de Maine. En el censo de 2020 tenía una población de 764 habitantes y una densidad poblacional de 94,91 habitantes por km². Fue incluido como CDP en el censo de 2020. 

## Geografía
Cornish se encuentra ubicado en las coordenadas 43°48′17″N 70°48′05″O / 43.80472, -70.80139. Según la Oficina del Censo de los Estados Unidos,  tiene una superficie total de 8,05 km², de la cual 7,87 km² corresponden a tierra firme y 0,18 km² a agua.